# Monestir de Watschnadsiani
El monestir de Watschnadsiani o monestir de Tots Sants de Watschnadsiani (en georgià: ვაჩნაძიანის ყველაწმინდა) és un antic monestir ortodox georgià prop del poble Watschnadsiani (anomenat en l'era soviètica Schroma), a la regió de Kakhètia, a l'est de Geòrgia. La seva complexa arquitectura «barroca» uneix una basílica de tres esglésies i una planta central, coronada per una cúpula. Aquesta és la primera cúpula amb petxines de Geòrgia, i possiblement de tot el Caucas. Té gran importància arquitectònica per introduir la cúpula de petxines a Geòrgia i ser un punt de partida essencial per al sorgiment de l'arquitectura de l'església georgiana clàssica del segle xi.

## Situació
Watschnadsiani es troba a uns 16 quilòmetres al sud-est de Telavi en el camí a Gurjaani, que passa al llarg de la vora d'una àmplia plana amb conreus de cereals i vinyes per la qual corre el riu Alazani. Al sud de la carretera comencen els monticles forestals de la serralada de Gomboris Kedi, que s'eleva fins quasi 2.000 metres. A la vora d'una església moderna a Watschnadsiani, un camí es bifurca cap al sud-oest fins a les muntanyes, que acaba després de vuit quilòmetres a l'església. Condueix aproximadament un quilòmetre cap amunt a través de pastius amples amb presseguers i després a través de densos boscos caducifolis. A la fi del 2012, el camí de terra es va erosionar en alguns llocs per profunds solcs i únicament podia ser utilitzat per camions. Quan plou, es formen grans bassals de fang al camí. L'antic monestir es troba poc després del pas per un petit buit en un pendent entre alts arbres.

## Desenvolupament històric de l'arquitectura
La primera arquitectura d'església georgiana del segle V (església Sioni de Bolnissi) es va inspirar principalment a l'oest de Síria per a la construcció de senzilles esglésies de saló i per a les primeres basíliques de tres naus dels segles vi i vii. Aquestes últimes inclouen l'església de la catedral d'Urbnisi i la primera església del monestir de Watschnadsiani del segle vi. Com un desenvolupament típic de Geòrgia, per raons litúrgiques, la basílica amb tres naus separades a l'interior va ser construïda a començaments del segle vi. En aquesta època, les esglésies rodones (com Bana) i els edificis centrals (Dsweli-Gawasi amb quatre absis) representaven una creació especial de forma.
Aquesta fase de desenvolupament de diverses formes clares del període clàssic, va ser seguida per un període de transició als segles VIII i IX, durant el qual els edificis centrals es van ampliar cap a l'oest amb naus basilars i es va aixecar el tambor sota la cúpula. De la combinació de les formes de construcció anteriors van sorgir plànols i alçats complicats fins que es va desenvolupar un estil arquitectònic georgià comú al segon apogeu a començaments del segle xi.

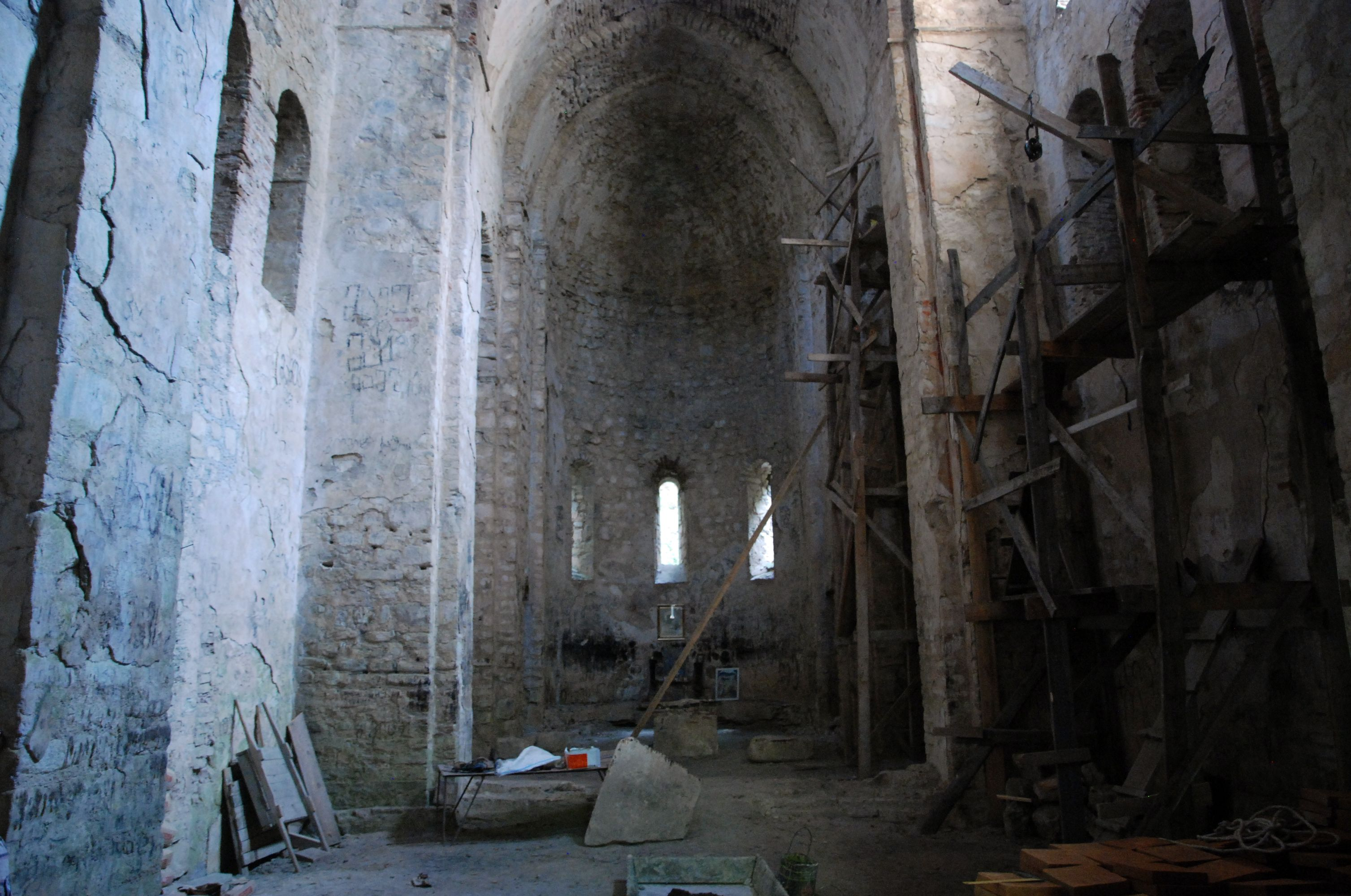
Des de l'entrada oest en direcció a l'absis

L'església de Zromi, construïda a començaments del segle vii, representa un lligam en el desenvolupament. Va ser la primera església de Geòrgia a introduir quatre pilars independents sobre els quals descansen el tambor i la cúpula. L'església de cúpula encreuada resultant i la nova galeria a la nau oest de Zromi es van reflectir en el primer edifici important de l'església de l'època de transició, l'església Gurjaani Kvelatsminda. Aquesta basílica de tres naus del segle VIII o IX té una planta superior reservada per a la noblesa i un sostre de doble cúpula únic. La veïna església de Watschnadsiani té una arquitectura més complicada que la de Gurjaani i, per tant, està datada una mica més tard, al segle ix. No existeixen dates exactes per a ambdues esglésies.
La vida monàstica a la regió de Kakhètia, a l'est de Geòrgia, va estar en dificultats a partir del segle VIII a causa de l'Emirat musulmà de Tbilissi, raó per la qual molts monjos es van retirar a Taoklardjètia, en el que avui és el nord-est de Turquia, i van fundar allà diversos monestirs -lluny de l'amenaça àrab-. Tanmateix, únicament en un radi de tres quilòmetres prop del llogaret de Watschnadsiani, es van trobar nombroses restes d'edificis dels segles VI al IX. Els murs de cimentació d'una petita església de l'època es conserven al costat de l'actual església local a la carretera de circumval·lació.

## Església

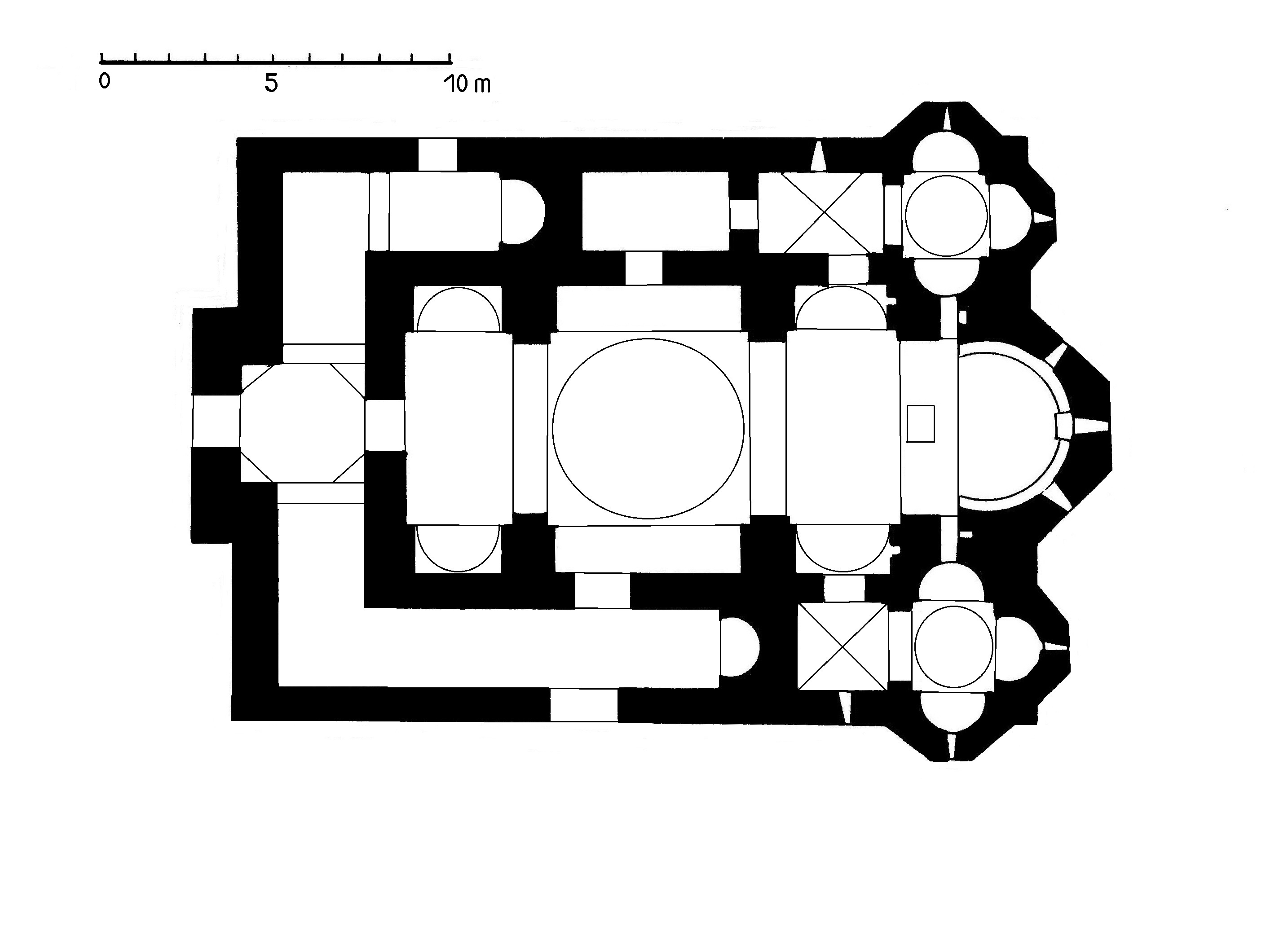
Planta baixa

L'edifici fa 27,5 m × 17,5 m, a la part oriental l'amplada augmenta a 19,5 metres. L'alçada fins l'àpex de la volta és de 21 metres.
Les parets estan fetes de pedres del camp llaurades en brut de diverses mides en posicions quasi horitzontals. Els maons s'utilitzaven per als arcs, les voltes i la cúpula. Per als murs exteriors del tambor es van utilitzar blocs de tuf porosa tallats amb molta cura. Durant l'any 2012 s'han dut a terme les mesures bàsiques de seguretat i restauració de tot l'edifici.
L'església principal del monestir consta al centre d'un arc de mig punt sostingut per quatre pilastres, que es fon en la forma circular del tambor mitjançant petxines a les cantonades. Les pilastres tenen 1,5 metres d'amplada i sobresurten molt de la sala. Falta la cornisa inferior del tambor, que comença directament damunt les petxines, com s'ha fet en l'arquitectura romana d'Orient des del segle vi. Aquesta és la primera cúpula amb petxines de Geòrgia, possiblement de tot el Caucas. Els dos amples arcs de cinturó separen les sales transversals adjacents de la mateixa mida a l'oest i a l'est. Estan coberts per voltes de canó que es fonen en petxines als extrems. Juntament amb l'absis semicircular, la sala oriental forma la zona de l'altar en forma de cor tricònic. Les dues sales laterals de l'absis també estan dissenyades com trikonchos amb un centre quadrat. Es connecten directament a l'absis central amb estretes obertures als murs i, al mateix temps, s'obren a vestíbuls adjacents a l'oest, que alhora es connecten a l'espai transversal amb volta de canó.

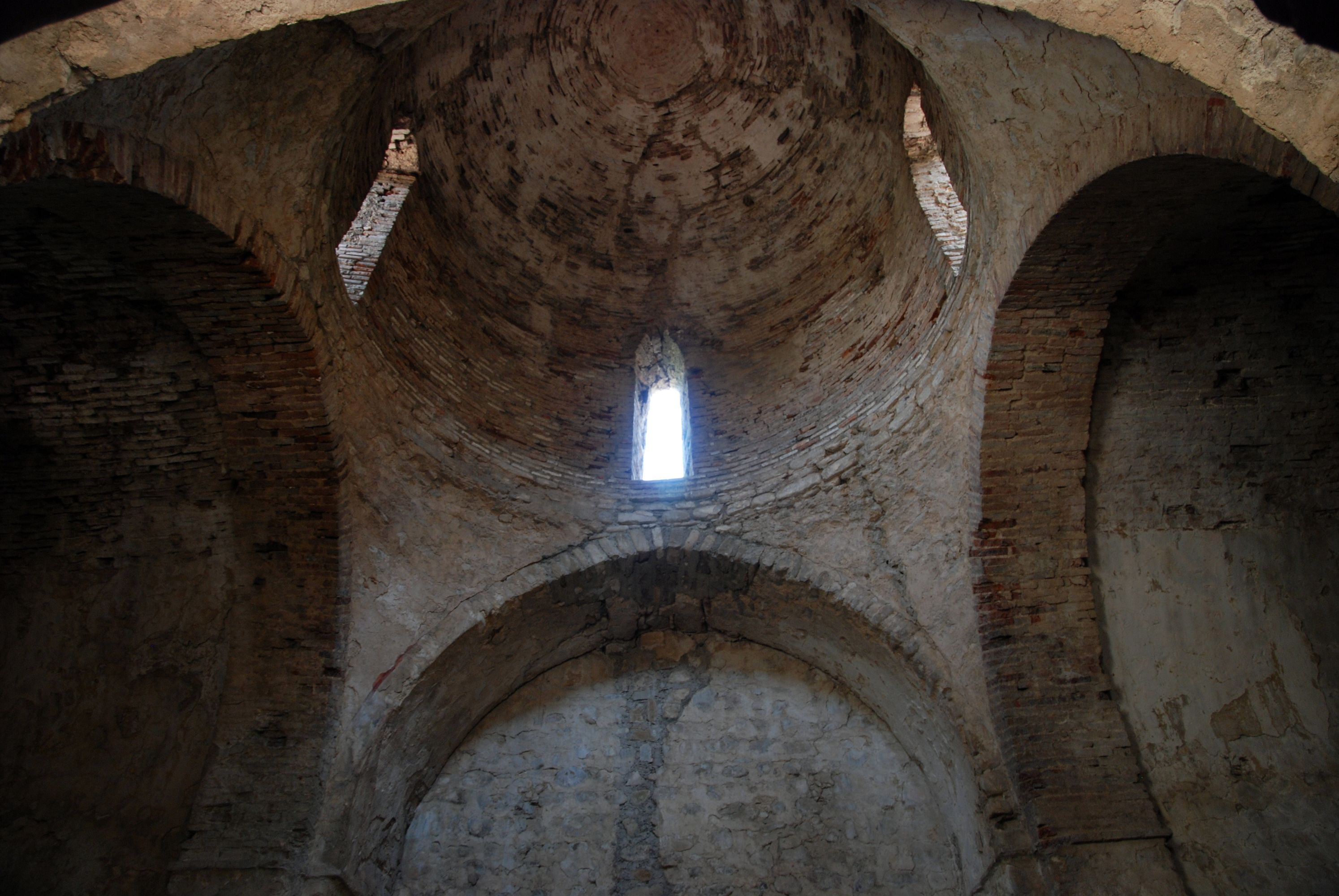
Tambor i cúpula. Cara nord

La part oriental de l'edifici, extremament complicada en conjunt, es juxtaposa a una nau central, separada de les naus laterals per envans corresponents a una basílica de tres cossos. El passadís del costat sud és més llarg i acaba amb un absis a l'arc del cinturó oriental en la línia del santuari. La nau del costat nord assoleix amb l'absis rodó solament més d'un terç de la longitud total de l'església fins a l'arc del cinturó oest; té una porta exterior separada al mur nord. A la fi del 2012, durant les obres de restauració, els ossos d'un superior de l'església es descobriren al terra enfront de l'absis. L'entrada principal al mur oest condueix inicialment a una avantsala quadrada (nàrtex) amb un passadís a la nau central i connexions als passadissos laterals. Una altra entrada es troba al centre de la façana sud.
Les sales de treball (sagristia, etc.) estan voltades al centre per una cúpula, la transició de la qual es fa des del centre de les trompes, la forma de pas més antiga coneguda a Geòrgia des del segle vi. Les petxines laterals dels sostres amb volta de canó també estan formades per trompes. El nàrtex està voltat per una cúpula plana amb trompes sobre l'entrada que sobresurt des del centre del mur oest. S'hi observa el caràcter experimental dels penjolls de la cúpula central.
A través d'una petita cambra al centre del mur nord, una escala condueix a la galeria nord; les tres finestres en arc ofereixen una vista de la nau central. Òbviament falta una escala a la galeria sud, a la qual únicament es podia accedir pel pis superior del nàrtex. Les galeries laterals estan voltades pel tipus de canó transversal que, juntament amb l'orientació longitudinal de la nau central, creen una forma de creu.
Les divisions de les sales interiors i els nivells d'alçada influeixen en el disseny de l'estructura exterior, l'estructura plàstica del qual representa una imatge exacta de l'estructura de l'edifici. Mentre que a Gurjaani les parets exteriors formen un simple rectangle, aquí els tres absis amb superfícies poligonals emergeixen de la paret est. Fins al tambor central, les teulades a dues aigües disposades en forma de creu s'eleven en tres escalonaments de l'alçada dels passadissos laterals, nàrtex i galeries. El tambor està encaixat a l'exterior en dotze costats; les seves superfícies llises de la paret es trenquen per quatre obertures de finestra estretes en les direccions cardinals principals. La cúpula acaba a l'exterior amb un sostre piramidal. La forta tendència d'elevació que apareix aquí per primera vegada anticipa l'alçat de les catedrals posteriors dels segles x i xi, com l'església del monestir d'Alaverdi al nord de Telavi.

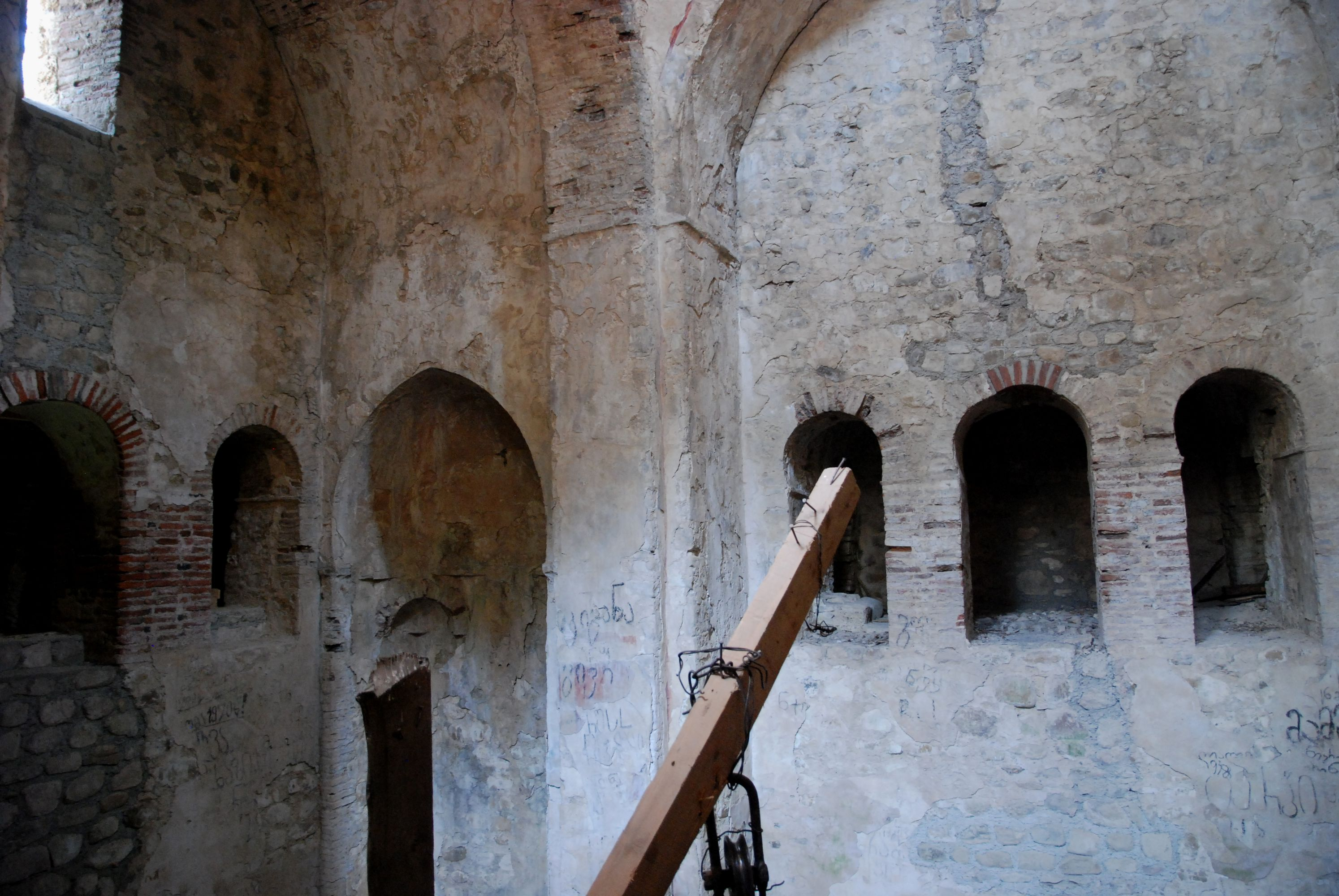
A la dreta tres finestres de la galeria nord, a l'esquerra sobre el nàrtex del costat oest

En comparació amb l'església de Zromi, la nau de Watschnadsiani és una mica més llarga en direcció est-oest, però sense convertir-se en una basílica típica. L'efecte espacial es veu escurçat òpticament pels amples arcs de cinturó de la cúpula i els poderosos pilars de la paret sobre els quals s'arquegen. Els pilars de paret substitueixen els puntals autoportants de Zromi. Hi ha clars paral·lelismes amb l'Hagia Sophia construïda a Istanbul (532-537). Hi ha voltes de canó similars amb petxines a l'est i oest com a estreps de la cúpula. En tots dos casos, l'espai central quadrat al nord i al sud està tancat per murs que arriben fins als arcs del cinturó. Les obertures de les finestres de les galeries poden ser vistes com una adquisició molt simplificada de les zones de finestres en els arcs de les parets d'agia Sophia. Al pis superior, l'església de Watschnadsiani s'acosta així a la tradició urbana romana d'Orient, mentre que l'espai eclesiàstic envoltat de murs tancats a la planta baixa correspon a la tradició georgiana perifèrica de la basílica de les tres naus. Els cristians sirians podrien ser qüestionats com a mitjancers de la tradició romana d'Orient, ja que les connexions entre Síria i Geòrgia poden ser provades. Al complex palatí de Qasr ibn Wardan, construït per l'emperador Justinià I a mitjan segle VI al desert sirià, pertanyia una església, considerada com a successora directa d'Hagia Sophia.
Aquí es va utilitzar el cúpula de petxines, fins aleshores desconeguda a Síria. A la fi del segle vi, per raons econòmiques i polítiques, la tradició cristiana va arribar a la seva fi a la zona de les antigues ciutats del nord de Síria i en tota la regió. Els "Tretze Pares Sirians", que estaven associats al monestir d'estilites de Simeó Estilita el Jove, o venien de Jerusalem segons la tradició, eren georgians que van regressar a Geòrgia com a missioners al segle vi. Els seus noms s'han transmès com a fundadors de diversos monestirs. És possible que els emigrants de Zromi continuessin amb la seva tradició de construcció siriana. Watschnadsiani va ser una obra important del període de transició, en què es poden discernir influències urbanoromanes d'Orient, que en la connexió independent georgiana de la basílica i l'edifici central va conduir més tard a una més gran elevació de l'arquitectura de l'església típica de Geòrgia fins als nostres dies.

## Altres edificis

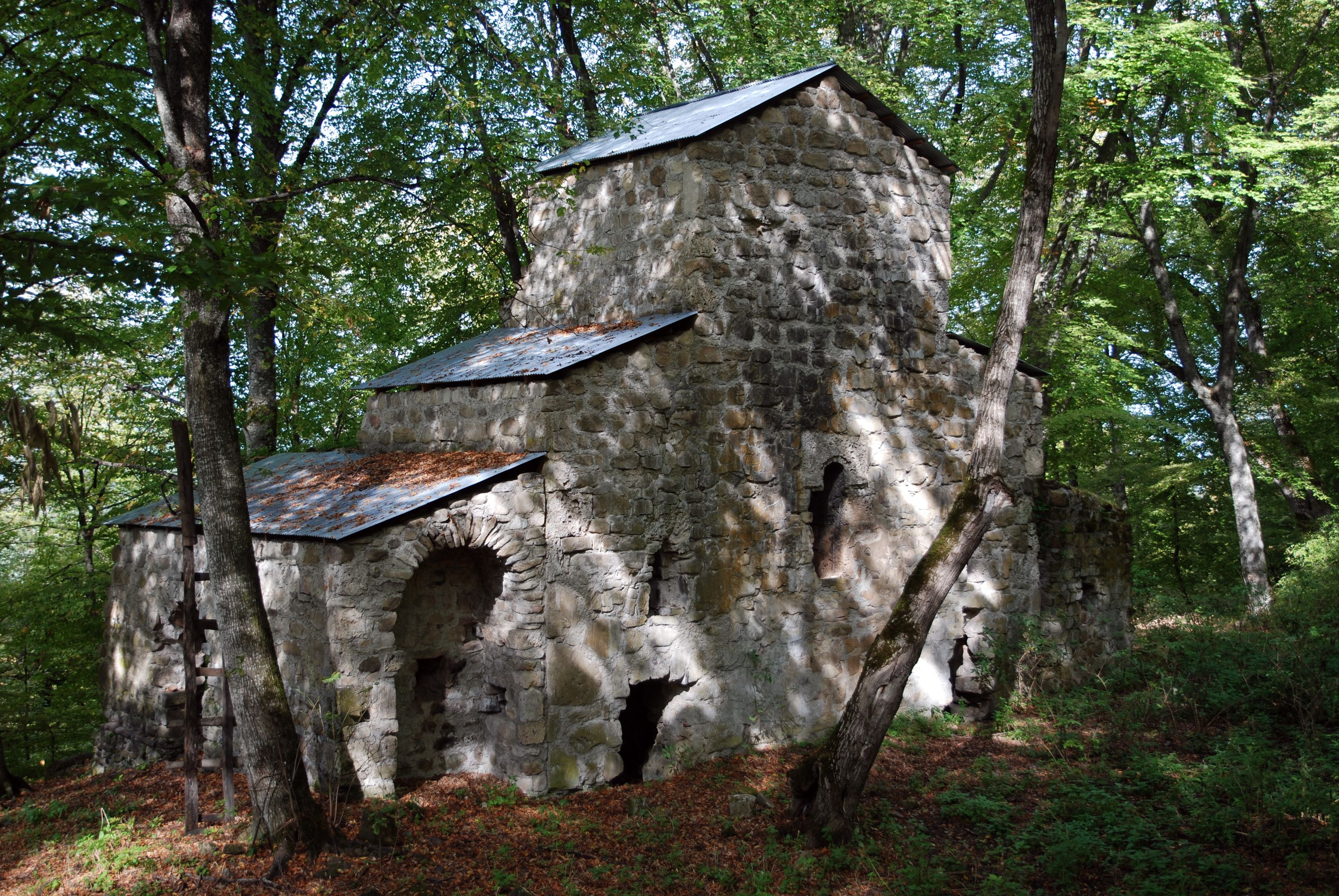
Església del segle VI del sud-est

A uns 50 metres a l'oest, més avall al vessant, es troben les ruïnes d'una església de tres naus entre els arbres. Està datada del segle VI o VII després dels estudis d'investigadors. S'han conservat drets el mur oriental i alguns metres dels murs laterals restaurats per a estabilitzar-los. L'absis central, en forma de ferradura, tenia una gran finestra amb arc de mig punt; dos finestrals estrets tot just permetien l'entrada de llum a les naus laterals, que no estaven connectades amb l'absis per portes. La nau central estava clarament elevada respecte a les naus laterals per una espècie de nau superior. Un pas més enllà del sostre va ser el resultat d'extensions posteriors als costats llargs en l'amplada dels passadissos laterals. A les parets de pedres del camp, els maons també van ser col·locats en alguns llocs.
Enfront de la façana sud de l'església principal hi ha algunes capes de maons tallats en brut d'un edifici annex amb cel·les de monjos i l'escola del monestir a l'esquerra. Als segles xii i xiii, segons la tradició, el poeta Chakhrukhadze es va educar aquí. Se li atribueix l'hagiografia Tamariani, una col·lecció en honor de la reina Tamara (regnat 1184-1213) i del seu marit David Soslan.
A la rodalia, es troben també les ruïnes d'un gran palau de dues plantes del segle x. A la planta baixa de l'edifici rectangular, de 29 m × 11,5 m i fet amb pedres de camp, hi havia habitacions de servei; al pis superior es trobaven les sales d'estar i una gran sala amb un sistema de calefacció de xemeneia. El sostre originari consistia en un sostre pla de fusta.